# Crematorium Dieren

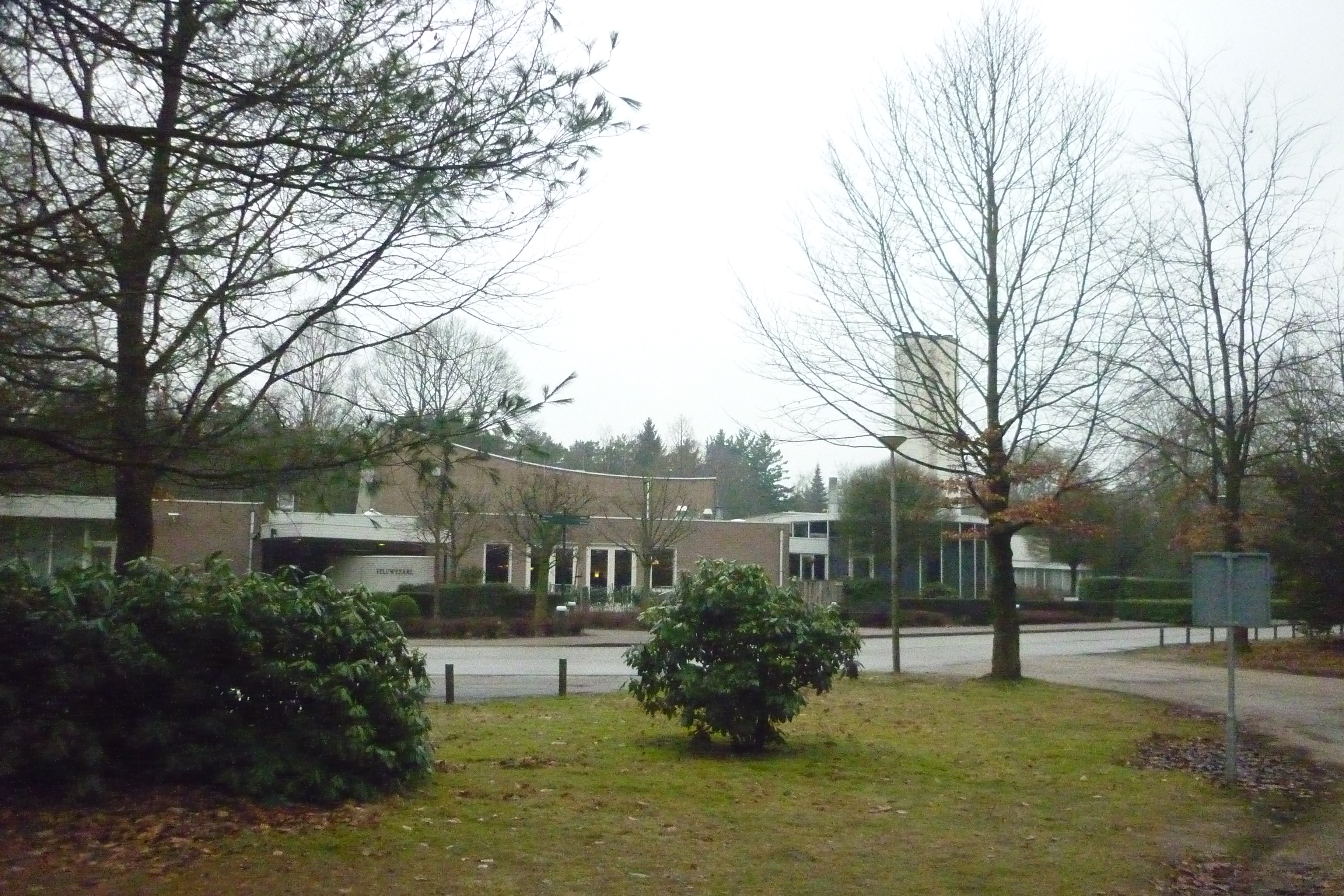
Crematorium Dieren

Het Crematorium Dieren is een crematorium in Dieren in de Nederlandse provincie Gelderland. Het ligt in de bossen aan de rand van de Veluwe. Het gebouw van het crematorium heeft twee aula's en bovendien een aula in de open lucht.

## Geschiedenis
Het crematorium werd in opdracht van de Koninklijke Vereniging voor Facultatieve Crematie in 1954 gebouwd als tweede crematorium in Nederland. Het eerste crematorium, Westerveld te Driehuis, gemeente Velsen, werd in 1913 geopend en bediende voornamelijk het westen van Nederland; het crematorium in Dieren was beter bereikbaar vanuit de rest van het land.
Een jaar na de opening, in 1955, werd de Wet op de lijkbezorging aangenomen, waarmee crematie legaal werd. In 1968 werd in diezelfde wet crematie gelijkgesteld aan begrafenis. Het aantal crematies nam nadien snel toe zodat het crematorium  in 1969 en in 1994 en in 2006 verbouwd en uitgebreid werd.

## Bekende personen die hier zijn gecremeerd
- Henk Aalderink (2015), burgemeester
- Wim Albers (2009), politicus
- Peter Aryans (2001), acteur
- Liselot Beekmeijer (1971), actrice
- Jan Elfring (1977), voetballer
- Ferdi Elsas (2009), crimineel
- Mia Goossen (1970), actrice
- Tetje Heeringa (1995), sociaal-geograaf
- Wim Mager (2008), fotograaf
- Gerrit Mintjes (2007), voetballer
- Albert Mol (2004), acteur, komiek, danser
- Jacques van Mourik (1971), kunstschilder
- Theo Ordeman (2007), televisieregisseur en televisieproducent
- Jan Jacob Roeters van Lennep (2008), burgemeester
- Gerard van Straaten (2011), illustrator en stripauteur.
- Corry Vonk (1988), revuester en cabaretière
- Willy Walden (2003), revueartiest